# Malabaila sulcata
Malabaila sulcata är en flockblommig växtart som beskrevs av Pierre Edmond Boissier. Malabaila sulcata ingår i släktet Malabaila och familjen flockblommiga växter. Inga underarter finns listade i Catalogue of Life.